# Francisco Liriano
Francisco Liriano Casillas (San Cristóbal, 26 ottobre 1983) è un giocatore di baseball dominicano, lanciatore per i Toronto Blue Jays della Major League Baseball.

## Carriera

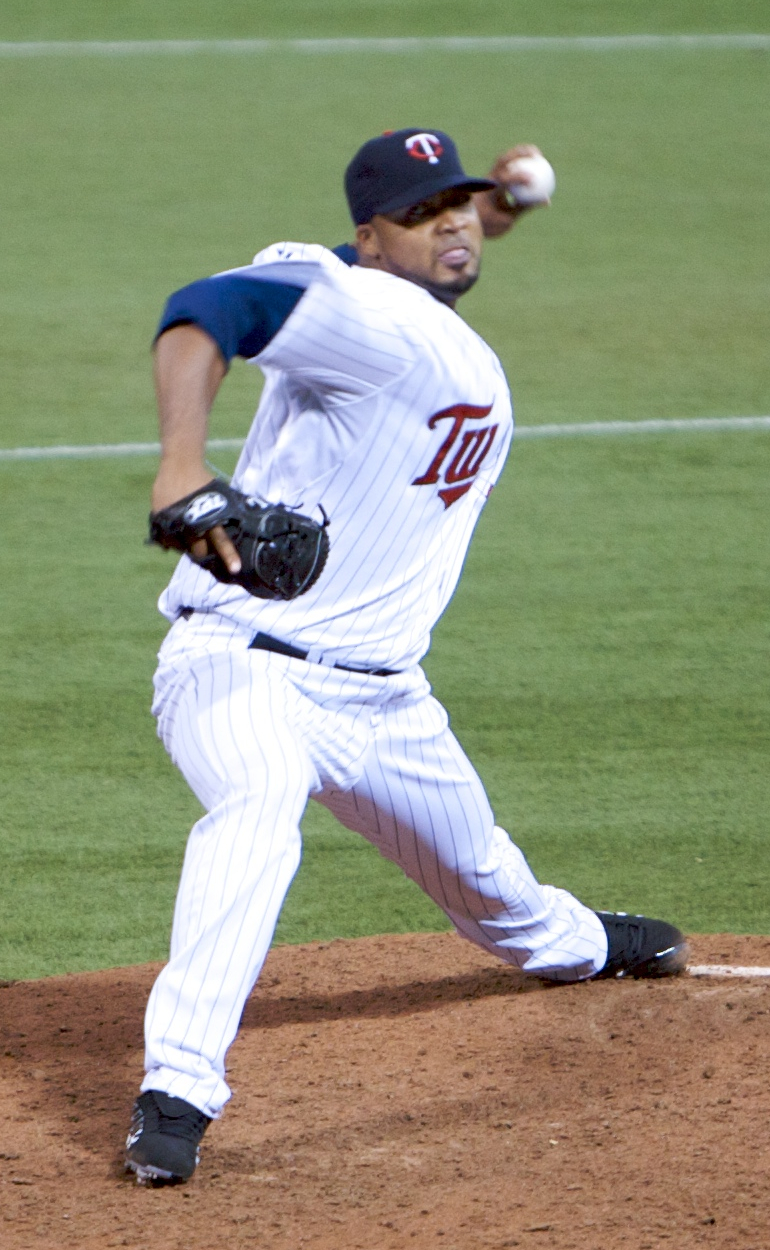
Liriano con i Twins nel 2008

Liriano firmò con i San Francisco Giants come free agent internazionale nel 2000. Dopo la stagione 2003, i Giants scambiarono Liriano con i Minnesota Twins, insieme ai lanciatori Joe Nathan e Boof Bonser, in cambio del ricevitore A. J. Pierzynski.
Liriano debuttò nella MLB il 5 settembre 2005 al Hubert H. Humphrey Metrodome di Minneapolis, contro i Texas Rangers. Nella stagione 2006, dopo un record di 12 vittorie e 3 sconfitte, guidando la MLB con una media PGL di 2.19, a luglio fu convocato per l'All-Star Game. Considerato uno dei papabili per la vittoria del Cy Young Award, la sua annata si interruppe il 7 agosto a causa di un infortunio. A fine stagione si sottopose alla Tommy John surgery, di conseguenza perse tutta la stagione 2007.
Liriano impiego due stagioni per tornare ai livelli precedenti all'infortunio. Nel 2010 ebbe un record di 14-10 con 3.62 di media PGL, venendo premiato come il Comeback Player of the Year Award dell'American League. Il 3 maggio 2011 lanciò un no-hitter contro i Chicago White Sox, in quella che fu la sua prima gara completa in 96 gare come partente in carriera.
Il 28 luglio 2012, Liriano fu scambiato con i Chicago White Sox per Eduardo Escobar e Pedro Hernández. Non trovò però fortuna con la nuova squadra, venendo rimosso dalla rotazione dei partenti nel mese di settembre. In 12 gare coi White Sox ebbe un record di 3-2 con una media PGL di 5.40.
Nel 2013, Liriano passò ai Pittsburgh Pirates, con cui vinse nuovamente il Comeback Player of the Year Award grazie a una stagione con un record di 16-8, 3.02 di media PGL e 163 strikeout. Rimase con la frachigia fino al 1º agosto 2016, quando fu scambiato con i Toronto Blue Jays. Con essi, il 25 giugno 2017, vinse la 100ª gara in carriera nell'8–2 sui Kansas City Royals.
Il 31 agosto 2017, Liriano fu scambiato con gli Houston Astros che lo spostarono nel bullpen. A fine anno Houston batté i Los Angeles Dodgers nelle World Series 2017 e conquistò il primo titolo in 56 anni di storia.
Il 23 febbraio 2018, Liriano firmò un contratto di un anno con i Detroit Tigers.
Divenuto free agent al termine della stagione 2018, Liriano firmò il 4 febbraio 2019 un contratto con i Pittsburgh Pirates.
Il 22 gennaio 2020, Liriano firmò un contratto di minor league con i Philadelphia Phillies. Venne svincolato il 18 luglio. Il 2 agosto 2020, Liriano rinunciò alla stagione 2020 per i rischi derivati dalla pandemia di COVID-19.
Il 3 febbraio 2021, Liriano firmò un contratto di minor league con i Toronto Blue Jays con incluso un invito allo spring training.

## Palmarès

### Club
- World Series: 1

Houston Astros: 2017

### Individuale
- MLB All-Star: 1

2006
- Comeback Player of the Year: 2

AL: 2010
NL: 2013
- No-hitter: 1

3 maggio 2011
- Lanciatore del mese dell'American League: 1

aprile 2010
- Esordiente del mese dell'AL: 2

giugno e luglio 2006
- Giocatore della settimana: 2

AL: 8 maggio 2011
NL: 4 agosto 2013